# 看丹站
看丹站位于北京市丰台区看丹街道看丹南路、看杨路交叉口，属于北京地铁16号线的地铁车站。本站为16号线开工后增设的车站，2017年开建，2022年12月31日启用。

## 位置
看丹站位于北京市区西南部，看丹南路和看杨路交叉口，呈东西走向。车站东南方向为京沪铁路南信号站（丰台西站南信号车间）。

## 结构

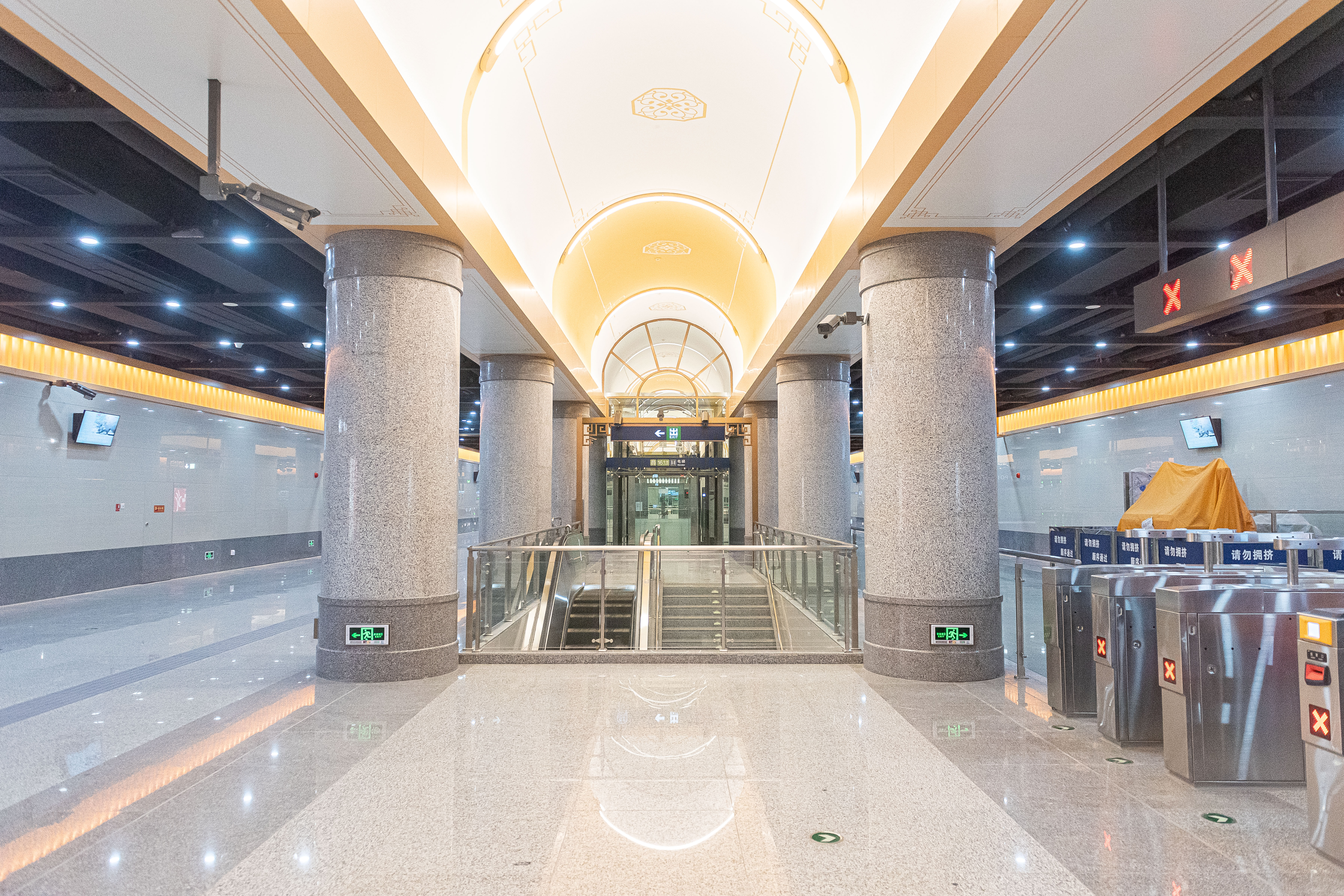
站厅

看丹站为地下二层车站，岛式站台设计，施工采用浅埋暗挖法。

### 车站楼层
| 地面层   | 出入口                     | A-C出入口                        |
| 地下一层 | 站厅                       | 客务中心、自动售票机、进出站闸机 |
| 地下二层 |                            | █ 16号线往北安河（富丰桥）       |
| 地下二层 | 岛式站台，左側開门         |                                  |
| 地下二层 | █ 16号线往宛平城（榆树庄） |                                  |

### 出入口
本站现有3个出入口。
|                       |          |                                                                  |      |                |
| 编号                  | 指示     | 建议前往的目的地                                                 | 图片 | 无障碍设施图片 |
| 出口 · A              | 看丹南路 | 看丹南路（北侧）、看杨路（西侧）、体校培训基地、看丹公寓南区     |      | 不適用         |
| 出口 · B · 升降机标志 | 看丹南路 | 看丹南路（北侧）、看杨路（东侧）                                 |      |                |
| 出口 · C              | 看丹南路 | 看丹南路（南侧）、看杨路（东侧）、看丹派出所、看丹村总支部委员会 |      | 不適用         |
| 註： 設有             |          |                                                                  |      |                |